# 362 Havnia
362 Havnia este un asteroid din centura principală, descoperit pe 12 martie 1893, de Auguste Charlois.